# Cycas fairylakea
Cycas fairylakea är en kärlväxtart som beskrevs av D.Yue Wang. Cycas fairylakea ingår i släktet Cycas, och familjen Cycadaceae. Inga underarter finns listade i Catalogue of Life.